# Двухатомная молекула
Двуха́томная моле́кула — молекула, состоящая из двух атомов одного или разных элементов. Если двухатомная молекула состоит из двух атомов того же элемента, например, водород (H2) или азот (N2), тогда она называется гомоядерной. В другом случае, если двухатомная молекула состоит из двух атомов разных элементов, например, монооксид углерода (CO) или оксид азота(II) (NO), то она называется гетероядерной. Атомы двухатомной молекулы связаны при помощи ковалентной связи.
При стандартных условиях стабильные гомоядерные двухатомные молекулы образуются только газами (за исключением благородных газов, таких как гелий (He) или неон (Ne), которые при стандартных условиях являются одноатомными газами):
- водород H2
- азот N2
- кислород O2
- фтор F2
- хлор Cl2

При несколько более высоких температурах гомоядерные двухатомные молекулы также образуют галогены, например:
- бром Br2
- иод I2
- астат At2 (возможно нестабилен)

То же относится и ко многим другим элементам в парах при достаточно высоких температурах.

## Модели
При квантово-механическом рассмотрении двухатомной молекулы используются различные приближения для потенциальной энергии межатомного взаимодействия. Наиболее распространённые из них — потенциал Морзе и потенциал Пёшль — Теллера. Большой вклад в понимание электронной структуры и строение молекул внёс Г. Херцберг, лауреат Нобелевской премии по химии за 1971 год.